# سكوتسديل
سكوتسديل (بالإنجليزية: Scotssdale)‏ هي مدينة تقع شرق مقاطعة ماريكوبا في ولاية أريزونا في الولايات المتحدة الأمريكية.

## التركيبة السكانية
حدّد مكتب تعداد الولايات المتحدة بيانات التركيبة السكانية لسكوتسديل في تعداد الولايات المتحدة. في ما يلي، التركيبة السكانية حسب تعدادي 2000 و2010.

### تعداد عام 2000
بلغ عدد سكان سكوتسديل 202,705 نسمة بحسب تعداد عام 2000، وبلغ عدد الأسر 90,669 أسرة وعدد العائلات 54,458 عائلة مقيمة في المدينة. في حين سجلت الكثافة السكانية 424.3 نسمة لكل كيلومتر مربع (1,098.9/ميل2). وبلغ عدد الوحدات السكنية 104,974 وحدة بمتوسط كثافة قدره 219.7 لكل كيلومتر مربع (569.0/ميل2).
وتوزع التركيب العرقي للمدينة بنسبة 92.19% من البيض و1.23% من الأمريكيين الأفارقة و0.61% من الأمريكيين الأصليين و1.96% من الأمريكيين ذوي الأصول الآسيوية و0.08% من سكان جزر المحيط الهادئ و2.27% من الأعراق الأخرى و1.65% من عرقين مختلطين أو أكثر و6.96% من الهسبانيون أو اللاتينيون من أي عرق.
بلغ عدد الأسر 90,669 أسرة كانت نسبة 24.1% منها لديها أطفال تحت سن الثامنة عشر تعيش معهم، وبلغت نسبة الأزواج القاطنين مع بعضهم البعض 49.6% من أصل المجموع الكلي للأسر، ونسبة 7.5% من الأسر كان لديها معيلات من الإناث دون وجود شريك، بينما كانت نسبة 2.9% من الأسر لديها معيلون من الذكور دون وجود شريكة وكانت نسبة 39.9% من غير العائلات. تألفت نسبة 30.8% من أصل جميع الأسر من عدة أفراد يعيشون في نفس المنزل ونسبة 9.7% كانت تتألف من شخص يعيش بمفرده يبلغ من العمر 65 عاماً أو أكثر. وبلغ متوسط حجم الأسرة المعيشية 2.22، أما متوسط حجم العائلات فبلغ 2.79.
بلغ العمر الوسطي للسكان 41.0 عاماً. وكانت نسبة 19.3% من القاطنين تحت سن الثامنة عشر، وكانت نسبة 6.6% بين الثامنة عشر والرابعة والعشرين عاماً، ونسبة 30.4% كانت واقعةً في الفئة العمرية ما بين الخامسة والعشرين والرابعة والأربعين عاماً، ونسبة 26.9% كانت ما بين الخامسة والأربعين والرابعة والستين، ونسبة 16% كانت ضمن فئة الخامسة والستين عاماً فما فوق. يوجد لكل 100 أنثى 93.8 ذكر، ويوجد لكل 100 أنثى في الثامنة عشر من عمرها فما فوق 91.2 ذكر.
بلغ متوسط دخل الأسرة في المدينة 57,484 دولارًا، أما متوسط دخل العائلة فبلغ 73,846 دولارًا. وكان متوسط دخل الذكور 51,204 دولارًا مقابل 34,739 دولارًا للإناث. وسجل دخل الفرد الخاص بالمدينة 39,158 دولارًا. وكانت نسبة 3.4% من العائلات ونسبة 5.8% من السكان تحت خط الفقر، وكان من هؤلاء نسبة 5.7% تحت سن الثامنة عشر ونسبة 5.9% في الخامسة والستين من العمر وما فوق.

### تعداد عام 2010
بلغ عدد سكان سكوتسديل 217,385 نسمة بحسب تعداد عام 2010، وبلغ عدد الأسر 101,273 أسرة وعدد العائلات 57,227 عائلة مقيمة في المدينة. في حين سجلت الكثافة السكانية 455.1 نسمة لكل كيلومتر مربع (1,178.7/ميل2). وبلغ عدد الوحدات السكنية 124,001 وحدة بمتوسط كثافة قدره 259.6 لكل كيلومتر مربع (672.4/ميل2).
وتوزع التركيب العرقي للمدينة بنسبة 89.27% من البيض و1.68% من الأمريكيين الأفارقة و0.80% من الأمريكيين الأصليين و3.33% من الأمريكيين ذوي الأصول الآسيوية و0.10% من سكان جزر المحيط الهادئ و2.54% من الأعراق الأخرى و2.28% من عرقين مختلطين أو أكثر و8.84% من الهسبانيون أو اللاتينيون من أي عرق.
بلغ عدد الأسر 101,273 أسرة كانت نسبة 21.4% منها لديها أطفال تحت سن الثامنة عشر تعيش معهم، وبلغت نسبة الأزواج القاطنين مع بعضهم البعض 45.4% من أصل المجموع الكلي للأسر، ونسبة 7.6% من الأسر كان لديها معيلات من الإناث دون وجود شريك، بينما كانت نسبة 3.5% من الأسر لديها معيلون من الذكور دون وجود شريكة وكانت نسبة 43.5% من غير العائلات. تألفت نسبة 34.4% من أصل جميع الأسر من عدة أفراد يعيشون في نفس المنزل ونسبة 11.9% كانت تتألف من شخص يعيش بمفرده يبلغ من العمر 65 عاماً أو أكثر. وبلغ متوسط حجم الأسرة المعيشية 2.14، أما متوسط حجم العائلات فبلغ 2.77.
بلغ العمر الوسطي للسكان 45.4 عاماً. وكانت نسبة 17.8% من القاطنين تحت سن الثامنة عشر، وكانت نسبة 6.8% بين الثامنة عشر والرابعة والعشرين عاماً، ونسبة 25% كانت واقعةً في الفئة العمرية ما بين الخامسة والعشرين والرابعة والأربعين عاماً، ونسبة 30.5% كانت ما بين الخامسة والأربعين والرابعة والستين، ونسبة 20% كانت ضمن فئة الخامسة والستين عاماً فما فوق. وتوزع التركيب الجنسي للسكان بنسبة 48.3% ذكور و51.7% إناث.

## المناخ
يظهر الجدول التالي التغييرات المناخية على مدار السنة لسكوتسديل:
| البيانات المناخية لـسكوتسديل      | البيانات المناخية لـسكوتسديل | البيانات المناخية لـسكوتسديل | البيانات المناخية لـسكوتسديل | البيانات المناخية لـسكوتسديل | البيانات المناخية لـسكوتسديل | البيانات المناخية لـسكوتسديل | البيانات المناخية لـسكوتسديل | البيانات المناخية لـسكوتسديل | البيانات المناخية لـسكوتسديل | البيانات المناخية لـسكوتسديل | البيانات المناخية لـسكوتسديل | البيانات المناخية لـسكوتسديل | البيانات المناخية لـسكوتسديل |
| الشهر                             | يناير                        | فبراير                       | مارس                         | أبريل                        | مايو                         | يونيو                        | يوليو                        | أغسطس                        | سبتمبر                       | أكتوبر                       | نوفمبر                       | ديسمبر                       | المعدل السنوي                |
| --------------------------------- | ---------------------------- | ---------------------------- | ---------------------------- | ---------------------------- | ---------------------------- | ---------------------------- | ---------------------------- | ---------------------------- | ---------------------------- | ---------------------------- | ---------------------------- | ---------------------------- | ---------------------------- |
| الدرجة القصوى °ف (°م)             | 87 (31)                      | 92 (33)                      | 99 (37)                      | 105 (41)                     | 112 (44)                     | 122 (50)                     | 118 (48)                     | 119 (48)                     | 113 (45)                     | 108 (42)                     | 95 (35)                      | 85 (29)                      | 122 (50)                     |
| متوسط درجة الحرارة الكبرى °ف (°م) | 69 (21)                      | 73 (23)                      | 78 (26)                      | 86 (30)                      | 95 (35)                      | 103 (39)                     | 105 (41)                     | 103 (39)                     | 100 (38)                     | 89 (32)                      | 78 (26)                      | 68 (20)                      | 87 (31)                      |
| المتوسط اليومي °ف (°م)            | 54 (12)                      | 58 (14)                      | 62 (17)                      | 69 (21)                      | 78 (26)                      | 86 (30)                      | 90 (32)                      | 89 (32)                      | 84 (29)                      | 73 (23)                      | 62 (17)                      | 53 (12)                      | 72 (22)                      |
| متوسط درجة الحرارة الصغرى °ف (°م) | 39 (4)                       | 42 (6)                       | 46 (8)                       | 52 (11)                      | 60 (16)                      | 68 (20)                      | 75 (24)                      | 75 (24)                      | 68 (20)                      | 56 (13)                      | 45 (7)                       | 38 (3)                       | 55 (13)                      |
| أدنى درجة حرارة °ف (°م)           | 20 (−7)                      | 19 (−7)                      | 24 (−4)                      | 30 (−1)                      | 35 (2)                       | 45 (7)                       | 53 (12)                      | 52 (11)                      | 45 (7)                       | 26 (−3)                      | 23 (−5)                      | 20 (−7)                      | 19 (−7)                      |
| الهطول إنش (مم)                   | 1.08 (27)                    | 1.20 (30)                    | 1.11 (28)                    | 0.28 (7.1)                   | 0.14 (3.6)                   | 0.03 (0.76)                  | 1.06 (27)                    | 1.36 (35)                    | 0.68 (17)                    | 0.64 (16)                    | 0.69 (18)                    | 1.10 (28)                    | 9.37 (237.46)                |
| ساعات سطوع الشمس الشهرية          | 257.3                        | 259.9                        | 319.3                        | 354.0                        | 399.9                        | 408.0                        | 378.2                        | 359.6                        | 330.0                        | 310.0                        | 255.0                        | 244.9                        | 3٬876٫1                      |
| المصدر: Weather.com               |                              |                              |                              |                              |                              |                              |                              |                              |                              |                              |                              |                              |                              |

## توأمة
لسكوتسديل اتفاقيات توأمة مع:
- إنترلاكن

## أعلام
- مورين أوسوليفان
- أولتيمت واريور
- إدي غيريرو
- كاتي لوهمان
- إيما ستون
- جورج ميكان
- رونالد إفانز
- بيلي بريستون
- سامي هانراتي
- راشيل بروك سميث
- برادي كوربيت